# Jacana, Victoria
Jacana är en del av en befolkad plats i Australien. Den ligger i kommunen Hume och delstaten Victoria, omkring 15 kilometer norr om delstatshuvudstaden Melbourne.
Runt Jacana är det mycket tätbefolkat, med 3 249 invånare per kvadratkilometer.. Närmaste större samhälle är Melbourne, omkring 15 kilometer söder om Jacana. 
Runt Jacana är det i huvudsak tätbebyggt. Genomsnittlig årsnederbörd är 971 millimeter. Den regnigaste månaden är juni, med i genomsnitt 115 mm nederbörd, och den torraste är januari, med 34 mm nederbörd.